# Фудбалска репрезентација Мађарске
Фудбалска репрезентација Мађарске (мађ. Magyar labdarúgó-válogatott) је под контролом Фудбалског савеза Мађарске. Своје сјајне тренутке Мађарска фудбалска репрезентација је имала пред Други светски рат 1938. а своје звездане током педесетих година 20. века, када су били иноватори и носиоци новог таласа у концепцији игре и тактици, увођење у игру повученог центарфора, Нандор Хидегкути и мењање стандардних позиција бекова, крила и централних везних играча. У последњих тридесет година мађарски фудбал је пао на ниске гране и репрезентација се од 1986. године квалификовала тек на једно значајно такмичење (ЕП 2016).

## Златних једанаест (Мађарски мађионичари)
Мађарски фудбал је постао светски познат и признат током педесетих година 20. век, када су мађарски играчи олраунд Ференц Пушкаш, центарфор Шандор Кочиш, халф који је имао нападачку улогу Јожеф Божик, Нандор Хидегкути који је играо повученог центарфора, тимови Хонвед, Фради и Мађарска фудбалска репрезентација унели многе новине у фудбалску игру.
Златна генерација је играла у периоду од 1952. године до 1954. године. У периоду од 4. јуна 1950. (пријатељска против Пољске, победа од 5:2) до 27. новембра 1955. године (пријатељска против Италије, победа од 2:0) Мађарска фудбалска репрезентација је нанизала 44 победе, шест нерешених утакмица и један пораз (1954. у финалу 2:3 против Немачке).
По Ело фудбалском рејтингу Мађарска је добила 2.173 бода (из јуна 1954) и дан данас је то необорени рекорд свих времена, друга на тој листи је репрезентација Бразила са освојених 2.153 бода (из 1956).
Мађарска фудбалска репрезентација је два пута била у финалу светских првенстава, обе утакмице је изгубила 1938. године против Италије са 4:2 и 1954. 3:2 против Немачке, иако су у предтакмичењу, у утакмици по групама, победили исту ту репрезентацију са 8:3. У тој финалној утакмици Мађари су водили са 2:0 већ у првим минутима утакмице. Ову утакмицу су Немци назвали Чудо у Берну пошто су на крају победили са 3:2.
Мађарска фудбалска репрезентација је освојила златну олимпијску медаљу три пута 1952, 1964. и 1968. Мађарски тим, у то доба U-23 који је био лимит за олимпијски тим, је освојио U-23 првенство 1974. УЕФА је померила границе 1976. године и од тада се играју U-21 првенства, тако да је та утакмица рачуната у рангу U-21.

## Ело табела свих времена
У табели је листа националних репрезентација по највише сакупљеним поенима у својој историји до 1. јануара 2008. године по Ело рачунању
. 
| Позиција | Држава      | Поена | Датум                                    |
| -------- | ----------- | ----- | ---------------------------------------- |
| 1        | Мађарска    | 2165  | 30. јун 1954.                            |
| 2        | Бразил      | 2153  | 17. јун 1962.                            |
| 3        | Аргентина   | 2117  | 3. април 1957.                           |
| 4        | Француска   | 2106  | 15. август 2001.                         |
| 5        | Немачка     | 2098  | 4. септембар 1974. (као Западна Немачка) |
| 6        | Италија     | 2079  | 20. јул 1939.                            |
| 7        | Холандија   | 2067  | 3. јун 1978.                             |
| 8        | Пољска      | 2046  | 1. септембар 1974.                       |
| 9        | Енглеска    | 2041  | 22. октобар 1966.                        |
| 10       | Уругвај     | 2035  | 13. јун 1928.                            |
| 11       | Русија      | 2022  | 9. октобар 1983. (као СССР)              |
| 12       | Шпанија     | 2007  | 24. септембар 1997.                      |
| 13       | Чешка       | 1999  | 27. јун 2004.                            |
| 14       | Аустрија    | 1998  | 31. мај 1934.                            |
| 15       | Португалија | 1983  | 15. новембар 2000.                       |
| 16       | Хрватска    | 1967  | 11. јул 1998.                            |
| 17       | Србија      | 1962  | 25. јун 1998. (као СРЈ)                  |
| 18       | Данска      | 1960  | 13. јун 1986.                            |
| 19       | Шкотска     | 1953  | 10. март 1888.                           |
| 20       | Шведска     | 1950  | 25. јун 1950.                            |

## Општи преглед
Утакмица између Аустрије и Мађарске одиграна 1902. године је била прва међународна европска утакмица одиграна између две државе а да нису припадале Великој Британији. Утакмица је одиграна у Бечу на игралишту ВАК плац и то је била прва званична утакмица репрезентације Мађарске.
Репрезентација Мађарске је била прва изван Велике Британије и Ирске која је победила Енглеску на домаћем терену, чак шта више на чувеном Вемблију. Ова утакмица је одиграна 25. новембра 1953. у Лондону и завршена је резултатом 6:3 за мађаре. У узвратној утакмици 1954. године у Будимпешти Енглези су још лошије прошли, изгубили су са 7:1. Ове утакмице су доказале да Енглеска баш и није толико надмоћна колико се до тада мислило и окончале су 90то годишњи мит који су Енглези о себи и свом фудбалу ширили.
Такође Мађарска фудбалска репрезентацију се поноси са 31 утакмицом где су били непобедиви, што су постигли у периоду од 14. маја 1950. до 4. јула 1954. када су изгубили у финалу светског првенства од репрезентације Немачке. Близу оваквог успеха су Аргентина и Шпанија са по 31 утакмицом без пораза (Аргентина је то остварила у периоду од 1991. до 1993. а Шпанија 1994. до 1998)
Први гол за репрезентацију Мађарске је постигао Гашпар Борбаш, 5. априла 1903. године у 16. минуту првог полувремена утакмице Мађарске против репрезентације Бохемије на стадиону Миленијумски спортски комплекс у Будимпешти

## Године пада
После златне генерације и свих успеха тиком педесетих, Мађарска је успела да се одржи при врху светског и европског фудбала још неких двадесет пет година. Мађарска репрезентација је стигла до четвртфинала на два светска првенства 1962. и 1966, такође је у том периоду Мађарска имала фудбалере светског ранга као што су Лајош Тихи, ференц Бене, Флоријан Алберт, Јанош Фаркаш, Ђула Ракоши, Золтан Варга  и Мате Фењвеши. Такође Мађарска репрезентација је стигла до два полуфинала Европских првенстава: 1964. и 1972.
Повратак на светска првенства 1978. и 1982. није донео успехе репрезентацији, већ је означио почетак силазне путање. Светла тачка на првенству 1982. је победа против Ел Салвадора од 10:1 где су засјали таленти као што су Ласло Фазекаш, Тибор Њилаши и Ласло Киш. Задњи доказ о фудбалском паду некада моћне мађарске репрезентација је било учешће на светском првенству 1986. и порази против Совјетског Савеза и Француске. Иако је имала таленте као што су Лајош Детари, Мађарска више није имала тим, што је остао случај и данас.

## Историја
Иако су Аустрија и Мађарска биле саставне земље двојне монархије познате као Аустро-Угарска, од самог почетка, почетак 20. века, свог постојања формирале су засебне фудбалске савезе и тимове.

### Почетне године

#### 1910
Национална екипа се први пут појавила на Летњим олимпијским играма 1912. године у Стокхолму, у Шведској. Тим је морао да тражи донације да би могао да иде на утакмице. Мађарска је изгубила 7 : 0 од Енглеске и тако је елиминисана. Мађарска је после Олимпијских игара одиграла две утакмице против Русије у Москви. Први меч је добила резултатом 9 : 0, а други резултатом 12 : 0, што је и даље рекорд за репрезентацију. Најбољи стрелац у оба меча био је Имре Шлосер који је постигао седам голова. Почетак Првог светског рата имао је дубок утицај на напредак мађарског фудбала. И држава и клубови су имали финансијске проблеме. Током Првог светског рата Мађарска је играла са Аустријом 16 пута. Енглеска је 1919. године тражила искључење репрезентација држава које су чиниле Централне силе (укључујући Мађарску) из ФИФА. Када је ФИФА одбила молбу Енглеске, сви британски (енглески, шкотски, велшки и ирски) савези су одлучили да изађу из ФИФА.

#### 1920.
Будимпешти је ускраћена могућност да буде домаћин Летњих олимпијских игара 1920. које су одржане у Белгији. Земље Централних сила (Немачка, Аустроугарска, Османско царство и Бугарска) биле су искључене са Олимпијаде.
Формација коју је репрезентација Мађарске користила била је 2–3–5, што је било јединствено у то време.
Током овог периода браћа Фогл (Јожеф и Карољ Фогл) су играли у репрезентацији. Између 1921. и 1924. Бела Гутман је такође играо четири пута за тим. На Летњим олимпијским играма у Паризу 1924. Гутман је приговорио чињеници да је у репрезентацији Мађарске било више званичника него играча и да је хотел више погодан за дружење него за припрему утакмице, а да би показао своје неодобравање, окачио је мртве пацове на врата „путујућих службеника”. На Летњим олимпијским играма 1924. Мађарска је у првом мечу победила Пољску, али је у другом колу изгубила од Египта. Као последица тога, и селектор и председник Мађарске фудбалске федерације поднели су оставке.
Између 1927. и 1930. Мађарска је учествовала на Централноевропском међународном купу који се сматра првим међународним турниром, са Аустријом, Чехословачком, Италијом и Швајцарском. У финалу је Мађарска изгубила од Италије са 0 : 5. Мађарска је 12. јуна 1927. победила Француску са 13 : 1, што је и даље рекорд. Јожеф Такач је тада постигао шест голова.

### Златна ера

#### 1930.
Прво ФИФА Светско првенство одржано је у Уругвају 1930. године, али Мађарска није била позвана и није учествовала на турниру, није било квалификационих утакмица. Мађарска се први пут појавила на Светском првенству у Италији 1934. године. Прва утакмица Мађарске на Светском првенству била је против Египта 27. маја 1934. године, када су победили резултатом 4 : 2. Голове су постигли Пал Телеки, Геза Толди (2) и Јене Винце.  У четвртфиналу, Мађарска се суочила са тада својим највећим ривалом суседом Аустријом, али је изгубила резултатом 2 : 1, једини гол Мађара је постигао Ђерђ Шароши.
Мађарска је учествовала на Олимпијским играма 1936. године, где је у првом колу елиминисана од Пољске резултатом 0 : 3.
Светско првенство 1938. одржано је у Француској.  Први меч је одигран против Холандске Источне Индије и Мађарска је победила резултатом 6 : 0. Шароши и Ђула Женгелер су постигли по два гола, док су Вилмош Кохут и Толди постигли по један. У четвртфиналу, Мађарска је победила Швајцарску са 2 : 0 головима Шаросија и Женгелера. У полуфиналу на Парку принчева у Паризу, Мађарска је победила Шведску са 5 : 1 головима Ференца Шаша и Шарошија и хет-триком Женгелера. У финалу, Мађарска се суочила са Италијом на Стаде Олимпик де Коломбес у Паризу, али је изгубила резултатом 4 : 2. Голове за Мађарску су постигли Пал Титкош и Шароши.

#### 1950.
Овај мађарски тим је био најпознатији као једна од најупечатљивијих и најдоминантнијих екипа у историји фудбала, која је револуционирала игру. Усредсређен око динамичног и моћног квартета нападача Ференца Пушкаша, Шандора Кочиша, нападача полубека Јожефа Божика и другог нападача Надора Хидегкутија, „Златни тим“ („Aranycsapat“) „Величанствених Мађара“ је освојио свет фудбалског бренда сјајним играма са иновативним тактичким нијансама. Не рачунајући финале Светског првенства 1954, остварили су изванредан рекорд од 43 победе, 6 ремија и 0 пораза од 14. маја 1950. док нису изгубили од Турске 3 : 1 дана 19. фебруара 1956. године. На Летњим олимпијским играма 1952. у Хелсинкију, Мађарска је победила Румунију 2 : 1 головима Цибора и Кочиша у претколу. У првом колу Мађарска је победила Италију са 3 : 0; у четвртфиналу Мађарска је победила Турску са 7 : 1, а у полуфиналу Мађарска се суочила са Шведском, шампионом Олимпијских игара 1948. и победила са 6 : 0. Мађарска је у финалу победила Југославију са 2 : 0, головима Пушкаша и Цибора и тако по први пут освојила олимпијску златну медаљу.
Дана 25. новембра 1953. године Енглеска је играла против Мађарске на стадиону Вембли у Лондону у утакмици која је касније названа „утакмица века“. Енглеска је на свом терену до тада била непоражена 90 година. Пред 105.000 гледалаца Нандор Хидегкути је већ у првом минуту постигао први гол Мађара. На полувремену резултат је био 4 : 2 за Мађарску. Мађарске голове постигли су Нандор Хидегкути (1. и 22. мин.) и Ференц Пушкаш (25. и 29. мин). У другом полувремену Мађари су постигли још два гола (Хидегкути и Јожеф Божик). Коначан резултат је био 6 : 3 за Мађарску.
Дана 23. маја 1954. репрезентација Мађарске је победила Енглеску са 7 : 1 (што је и даље њихов најгори пораз до сада) на Непстадиону. У то време у Мађарској је постојала изрека о утакмици: Енглези су дођли на једну седмицу и отишли са 1 : 7 и отишли са 7 : 1, што је двострука игра речи. Реч „седмица“ на мађарском се зове „хет“, што значи број седам, слично као и на српском језику, Енглези су дошли за 1 : 7 и отишли са 7 : 1.
Светско првенство 1954. одржано је у Швајцарској. Први меч Мађари су одиграли против Јужне Кореје, а Мађарска је победила резултатом 9 : 0 на стадиону Хардтурм у Цириху.  У другом мечу групне фазе, Мађарска је играла против Западне Немачке и победила са 8 : 3 на стадиону Сент Јакоб у Базелу. У четвртфиналу, Мађарска је победила Бразил са 4 : 2 на стадиону Ванкдорф у Берну.  Мађарска је у полуфиналу играла са двоструким победником Светског првенства Уругвајем у Лозани; Мађарска је победила са 4 : 2 после продужетака. У финалу се Мађарска поново суочила са Западном Немачком. Иако је Мађарска победила у групној утакмици против Немаца, изгубили су са 3 : 2 у финалу у Берну на стадиону Ванкдорф. Златни тим, изграђен око легендарног Ференца Пушкаша, повео је почетком 2 : 0, али је завршио 2 : 3 у утакмици коју су Западни Немци касније назвали „Чудо у Берну“.
У 2010. години, новинар Ерик Егерс спекулише у студији да је немачки тим можда користио дрогу да би победио мађарски тим, који се сматрао „непобедивим“ у то време.
Иако се Мађарска квалификовала као бранилац титуле за Олимпијске игре 1956. године, није учествовала на турниру због добро познатих догађаја, револт против комунистичке владе Мађарске и њених наметнутих Совјетских патрона, у Мађарској.
Мађарска се квалификовала за Светско првенство 1958. у Шведској. Мађарска је одиграла свој први меч против Велса на стадиону Јарнвален у Сандвикену и коначан резултат је био 1 : 1. Друга утакмица у групи одиграна је против земље домаћина, Шведске, где је Мађарска изгубила резултатом 2 : 1 на стадиону Росунда у Солни. Иако је Мађарска победила у свом последњем групном мечу против Мексика на стадиону Јарнвален у Сандвинкену, елиминисани су са Светског првенства након што су изгубили у плеј-офу од Велса, са којим су били изједначени по бодовима. Велшани су ремизирали све утакмице у групи, а затим победили некада моћне Мађаре у мечу плеј-офа да би одлучили која нација треба да прати Шведску у нокаут фази. Да је гол-разлика одлучивала, Мађарска би прошла, пошто су Мађари имали резултат од 6 : 3 у поређењу са 2 : 2 за Велс. Како је било, уместо тога, Велс се састао са Бразилом у четвртфиналу и био је жртва првог гола младог Пелеа на Светским првенствима.

#### 1960.
Мађарска је 1960. године поново учествовала на Олимпијским играма одржаним у Италији и била је извучена у Групу Д са Француском, Перуом и Индијом. Мађарска је завршила на врху групе са свим победама и гол разликом од +12. У полуфиналу су изгубили од Данске са 0 : 2, али су победили Италију у мечу за бронзану медаљу резултатом 2 : 1 захваљујући по головима Ороса и Дунајиа.
Мађарска се квалификовала за Светско првенство 1962. одржано у Чилеу. Мађарска је играла у четвртој групи Дана 31. маја 1962. године, у првој утакмици у групи, Мађарска је победила Енглеску резултатом 2 : 1 захваљујући головима Лајоша Тихија и Флоријана Алберта на стадиону Ел Тениенте у Ранкагви пред 7.938 гледалаца. Друга утакмица 3. јуна 1962. била је још убедљивија против Бугарске, меч је добијен резултатом 6 : 1 у Ранкагви. Последња утакмица у групи била је против Аргентине 6. јуна 1962. и коначни резултат је био нерешен без голова пред 7.945 гледалаца у Ранкагви. Мађарска се пласирала у четвртфинале освојивши пет бодова и била је прва у групи. Међутим, у четвртфиналу је Мађарска елиминисана од Чехословачке резултатом 1 : 0 у Ел Тенијентеу пред 11.690 гледалаца.
Године 1964. Мађарска се поново квалификовала за Олимпијске игре 1964. одржане у Токију и била је увучена у Групу Б са браниоцима титуле Југославијом, затим Мароком и Северном Корејом, при чему се ова друга повукла. У свом првом мечу против Марока, Мађарска је победила са 6 : 0 уз свих шест голова које је постигао Ференц Бене. У свом другом мечу, Мађарска је тесно (6 : 5) победила Југославију и пласирала се у наредну рунду заједно са вицешампионом Југославијом. У четвртфиналу, Мађарска је победила Румунију са 2 : 0 головима Чернаја. У полуфиналу, Мађарска је победила Уједињену Арапску Републику (Египат) са 6 : 0 уз четири гола Бенеа и два Комора. У финалу је Мађарска победила Чехословачку резултатом 2 : 1 захваљујући аутоголу Вајса и голу Бенеа и тако освојила своју другу златну медаљу.
Мађарска се квалификовала за Куп европских нација 1964. који је организован у Шпанији. Мађарска је у полуфиналу турнира играла против Шпаније. Коначан резултат је био 2 : 1 након продужетака. Једини гол за Мађаре постигао је Ференц Бене. У плеј-офу за треће место, Мађарска је победила Данску са 3 : 1 после продужетака. Деже Новак је постигао два гола у продужецима. Мађарска је такође успела да се квалификује за Светско првенство 1966. које је одржано у фудбалској кући, Енглеској. Дана 13. јула 1966. Мађарска је изгубила свој први меч у групи од Еузебијеве Португалије (3 : 1) на Олд Трафорду у Манчестеру. Два дана касније, у утакмици друге групе Мађарска је победила Бразил головима Ференца Бенеа, Јаноша Фаркаша и Калмана Месеља на Гудисон парку у Ливерпулу.  У последњем колу групних утакмица, 20. јула 1966, Мађарска је победила Бугарску са 3 : 1. Голове су постигли Месељ и Бене. Мађарска је завршила на другом месту у групи и пласирала се у четвртфинале. У четвртфиналу, Мађарска је елиминисана од Совјетског Савеза 23. јула 1966. са резултатом од 2 : 1 на Рокер Парку у Сандерленду пред 26.844 гледалаца.
За фудбалски турнир на Олимпијским играма 1968. Мађарска се квалификовала као бранилац титуле и била је укључена у групу Ц са Израелом, Ганом и Салвадором. Мађарска је завршила на врху и пласирала се у наредну рунду заједно са Израелом. У четвртфиналу, Мађарска је победила Гватемалу са 1 : 0 голом Сича. У полуфиналу су победили Јапан са 5 : 0, голове су постигли Сич три гола и два гола Новак. У финалу су победили Бугарску са 4 : 1 и освојили своју трећу титулу на олимпијадама, и постали најуспешнији тим на Олимпијским играма у фудбалу (Велика Британија је такође освојила три титуле, али њихова прва титула је 1904. године, а фудбал је постао званични догађај тек 1908.) Међутим, Мађарска није успела да се квалификује за Светско првенство у фудбалу 1970. након тешког пораза од Чехословачке од 4 : 1 током плеј-офа квалификација, што многи виде као почетак периода дуготрајног пада.
Флоријан Алберт је 1967. проглашен за европског фудбалера године. Био је најуспешнији фудбалер Ференцвароша од формирања клуба, постигао је 255 голова на 351 мечу од 1958. до 1974. године.

### Почетак пада

#### 1970. и 80.
Мађарска се поново вратила као бранилац титуле на Олимпијским играма 1972. у Минхену и играла је у групи Ц са Данском, Ираном и Бразилом. У гупи су завршили на првом месту и прошли у следеће коло заједно са Данском. У другом колу групе извучени су у Групу 1 са Источном Немачком, Западном Немачком и Мексиком. Поново су завршили на врху без пораза и пласирали се у финалну фазу са Источном Немачком. У финалу су се састали са Пољском и изгубили са 1 : 2. Једини гол за Мађарску постигао је Варади.
Мађарска се пласирала у финале УЕФА Европског првенства 1972. које је одржано у Белгији. У полуфиналу, Мађарска се суочила са Совјетским Савезом и изгубила са 1 : 0. У разигравању за треће место, Мађарска је изгубила од Белгије резултатом 2 : 1. Једини мађарски гол постигао је Лајош Ки. Мађарска је завршила на четвртом месту на овом првенству. Мађари се неће поново појавити на Европском првенству 44 године до УЕФА Еура 2016.
Мађарска је учествовала на Светском првенству 1978. које је одржано у Аргентини. Дана 2. јуна 1978. на стадиону Монументал у Буенос Ајресу, Мађарска је играла са Аргентином. Иако је Карољ Чапо постигао рани гол, домаћи су победили са 2 : 1. Мађарска је одиграла другу утакмицу у групи против Италије и Азури су победили са 3 : 1. Трећи меч Мађарска је играла против Француске предвођене Мишелом Платинијем, и Мађарска је изгубила резултатом 3 : 1 што је резултирало опроштајем националне екипе од Светског првенства.
Током 1980-их, Мађарска се два пута квалификовала за Светско првенство. Први меч у групи на турниру 1982. у Шпанији одигран је против Ел Салвадора, где је Мађарска победила са 10 : 1 на стадиону Нуево у Елчеу. Голове су постигли Тибор Њилаши (2), Габор Пелешкеи, Ласло Фазекаш (2), Јожеф Тот, Ласло Киш (3) и Лазар Сентеш. Упркос великој победи, Мађарска је у другом мечу групне фазе изгубила резултатом 4 : 1 од Аргентине предвођене Дијегом Марадоном. Марадона је постигао два гола, док је једини мађарски гол постигао Пелешкеи на стадиону Хозе Рико Перес у Аликантеу.  Иако је Мађарска ремизирала у последњем мечу против Белгије, испали су са Светског првенства. Мађарска је, треба напоменути, водила у првом полувремену захваљујући голу Јожефа Варге.
Последњи наступ Мађарске на Светском првенству до данас било је Светско првенство 1986. одржаним у Мексику. У првом мечу групе Мађарска је изгубила 6 : 0 од Совјетског Савеза. Кризу мађарског фудбала фудбалски стручњаци датирају са овог меча. Иако је Мађарска победила у другом мечу против Канаде 2 : 0 (голове су постигли Мартон Естерхази и Лајош Детари), изгубили су од Француске са 3 : 0 у последњој утакмици групе, и испали из даљњег такмичења.

### Године пада

#### 1990.
Током 1990-их, Мађарска није могла да се квалификује ни за један међународни турнир осим за Летње олимпијске игре 1996. одржане у Атланти. Осамдесете су се до тада сматрале најгорчим годинама мађарског фудбала, али су се деведесете показале као најгоре. Мађарска је 1996. достигла најнижу ФИФА светску ранг листу у својој историји, 87. место. Пад мађарског комунистичког режима изазвао је финансијске проблеме многим мађарским клубовима. Некада успешни клубови као што су Ференцварош и Ујпешт суочили су се са финансијском кризом и банкротом. Ово је дубоко утицало и на репрезентацију Мађарске јер су раније највећи клубови из Будимпеште (Ференцварош, Ујпешт, Хонвед и МТК) производили играче за репрезентацију. Још један важан разлог за пад може се приписати Босмановој пресуди. Пошто су мађарски клубови почетком 1990-их изгубили финансијску помоћ од државе, нису могли да парирају богатијим западноевропским клубовима. Криза у мађарском клупском фудбалу је тиме уједно и утицала је на учинак репрезентације.
Мађарска легенда Ференц Пушкаш постављен је за селектора репрезентације 1993. године како би вратио ранији успех. Међутим, водио је тим само четири меча, пошто бивша звезда Хонведа и Реал Мадрида није успела да утиће на пораст квалитета. Једини изузетан успех 1990-их је био квалификација Мађарске за Летње олимпијске игре 1996. године. Тим тренера Антала Дунаија одиграо је свој први меч у групи против Нигерије и изгубио са 1 : 0 у Орланду. У другом групном мечу, Мађарска је играла против Бразила и изгубила са 3 : 1. Једини мађарски гол постигао је Чаба Мадар. Последњи меч у групи одигран је против Јапана, и опет је доживљен пораз 3 : 2.  Мађарске голове постигли су Чаба Мадар и Тамаш Шандор. Иако су олимпијске квалификације младог тима биле велико изненађење и људи су мислили да ће Мађарска поново изаћи на међународну фудбалску сцену, тим касније никада није постигао сличан успех. Током 1990-их, Мађарска је била најближа квалификацијама за Светско првенство 1998, али је елиминисана у плеј-офу од Југославије са укупним резултатом 12 : 1.

#### 2000.
Мађарска није могла да се квалификује ни за један већи турнир, пропустивши УЕФА Еуро 2000, 2004, 2008 и Светска првенства 2002, 2006 и 2010. Штавише, током квалификација за Еуро 2008, Мађарска је завршила на шестом месту у својој групи, достигавши најнижи ниво у историји мађарског фудбала. Чак су изгубили и од Малте, што је резултирало оставком Петера Божика. Неколико дана касније именован је Петер Вархиди који је био познат по наступима на Спорт 1, мађарској спортској телевизији, и анализирању клубова из италијанске Серије А. Доказао је свој таленат победивши светског шампиона Италију 2006. са 3 : 1 на стадиону Ференц Пушкаш у пријатељској утакмици. Ни Божик ни Вархиди се, међутим, нису добро снашли у званичним утакмицама, што је резултирало њиховим уклањањем. Мађарска фудбалска федерација је чак испробала и стране тренере: ни Лотар Матеус  и Ервин Куман нису успели да се квалификују ни за један турнир.

### Почетак опоравка

#### 2010.
Селектор репрезентације Мађарске до 20 година, Шандор Егервари, именован је за селектора сениорске екипе уочи квалификација за Европско првенство 2012. у којима је Мађарска играла против Финске, Молдавије, Холандије, Сан Марина и Шведске. Мађарска је освојила шест, ремизирала једну и изгубила три утакмице пошто је групу завршила на трећем месту са 19 бодова. Током квалификационог процеса, у септембру 2011, Мађарска је достигла 27. место на ФИФА светској ранг листи, што је њихова највиша позиција до тада. Крајем године, репрезентација је играла против Лихтенштајна у знак сећања на недавно преминулог Флоријана Алберта, јединог мађарског фудбалера који је освојио Златну лопту.
Мађарска је извучена у Групу Д у квалификацијама за Светско првенство 2014, заједно са Холандијом, Турском, Румунијом, Естонијом и Андором. Сакупили су 14 поена уласком у претпоследњу рунду утакмица, али су претрпели рекордни пораз од Холандије 8 : 1, што је резултирало оставком главног тренера Шандора Егерварија. За њихову последњу групну утакмицу, победу од 2 : 0 против Андоре, Мађарску је предводио службени менаџер Јозсеф Чаби. Мађарска је завршила на трећем месту у групи, са 17 бодова, пропустивши квалификације. Након меча, нападач Адам Салаи је одржао конференцију за новинаре на којој је изнео дирљив оштар монолог о његовој перцепцији да „континуирано лагање наших навијача“ када је требало да сугерише да је тим имао шансу против тренутно водећих светских тимова, које су тада биле нереалне. Слична осећања је раније изразио везиста Саболч Хусти. Током овог периода да би обележила могућ повратак мађарског фудбала, филмска екипа је почела да снима тим током припрема и самих утакмица. Филм, под именом „Мег 50 перц”, на крају је објављен 2016. непосредно пре Еура 2016.
Атила Пинтер је постављен за главног тренера националног тима у децембру 2013. године, мада не са пунум подршком. Тим је одиграо своју прву утакмицу у новоизграђеној Групама Арени 7. септембра 2014, када је био поражен од Северне Ирске резултатом 2 : 1 у квалификацијама за Европско првенство 2016. године. Пинтер је касније отпуштен, а Пал Дардаи је именован као привремена замена на три меча. Дардаи је одбио је понуду да управља тимом на сталној основи, али је ипак задржан. Након тога, Дардаи је био у Херти БСЦ, где је био пролазни тренер омладинаца, унапређен је у менаџера првог тима, али је и даље остао тренер. У лето 2015. поднео је оставку на место селектора репрезентације Мађарске да би се посветио послу менаџера Херте. На крају га је у јулу 2015. заменио спортски директор Мађарског фудбалског савеза немац Бернд Шторк. Шторк је успутно наставио да ради на месту спортског директора Савеза.
Дана 15. новембра 2015, Мађарска предвођена Сторком се квалификовала за своје прво Европско првенство (УЕФА Еуро 2016) после 44 године, када се Мађарска квалификовала за турнир 1972. године. Мађарска је победила Норвешку у првој утакмици плеј-офа квалификација са 1 : 0, једини гол постигао је Ласло Клајнхајслер. У реваншу, Мађарска је победила Норвешку резултатом 2 : 1 и пласирала се у финале Европског првенства 2016. Након што је победила Аустрију са 2 : 0 и ремизирала са Исландом, Мађарска је одиграла узбудљив реми 3 : 3 против евентуалног победника Еура Португалије. Након тога, Мађарска је успела да се квалификује у осмину финала са још једном утакмицом, што је означило њихов најбољи учинак на Европском или Светском првенству у последњих 40 година.
Мађарска није успела да се квалификује за Светско првенство у фудбалу 2018. у Русији. Током квалификација су ремизирали против Фарских Острва и били су понижени након што су поражени од Андоре са 1 : 0. Након што није успео да се квалификује, менаџер Бернд Шторк је поднео оставку. Дана 10. новембра 2017. Мађарска је поново била фудбалски осрамоћена када је поражена од Луксембурга резултатом 2 : 1 у пријатељској утакмици. Жорж Ликенс је 30. октобра 2017. именован за новог селектора. Мађарска је изгубила оба меча у марту 2018. године, први пораз је био још један срамотан од тада аутсајдера Казахстана (2 : 3).
Дана 19. јуна 2018, после три пораза и једног ремија за време његове владавине, Ликенс је отпуштен и Марко Роси је постављен на његово место.
УЕФА Лига нација издање за сезону 2018/19. у групи Ц Мађарска је одиграла нерешено са Финском, Грчком и Естонијом. Мађарска је имала скоро успешан наступ, али су порази од Финске и Грчке срушили њихову наду да ће завршити у врху групе. Међутим, УЕФА је ревидирала такмичарску формулу након тога, овом ревитзијом Мађарска је званично промовисана у такмићење УЕФА Лигу нација Б за сезону 2020/21, пошто је пре тога завршила на другом месту у групи.
У квалификацијама за Европско првенство 2020. Мађарска репрезентација је остварила мешовити резултат. Постављени у групи Е, играли су против Хрватске, Велса, Словачке и Азербејџана. Хрватска је на Светском првенству у фудбалу 2018. године била друга, док је Велс био једна од 12 земаља домаћина на турниру. Мађарска је успешно наступила против Хрватске и Велса на свом терену, остваривши потребне победе, као и узастопне победе над Азербејџаном. Међутим, два узастопна пораза од Словачке и пораза у гостима од Хрватске и Велса, као коначни пораз када је Мађарска имала прилику да се директно квалификује, послала је Мађарску на разочаравајуће четврто место уместо Велшана који су се квалификовали директно. Међутим, Мађарска је успела да избори место у плеј-офу, захваљујучи томе што је завршила на другом месту у својој групи у Лиги нација, иза Финске, и требало је да игра против Бугарске.

#### 2020.
Док је Мађарска могла само да добије место у плеј-офу у нади да ће се пласирати на УЕФА Еуро 2020, добар резултат Мађарске у претходној Лиги нација прикупио је више оптимизма. Мађарска је започела своју кампању у УЕФА Лиги нација Б 2020/2021, у групи са Русијом, Турском и Србијом. Мађарска је била импресивна победом од 1 : 0 у гостима против Турске, Доминик Собослаи је постигао једини гол на утакмици слободним ударцем са 30 метара. Међутим, Мађарска се суочила са неуспехом када ју је Русија, против које Мађарска није остварила победу од 1978. године, победила код куће са 2 : 3. Касније је уследила серија добрих резултата, са два ремија против Русије и Србије, важном победом у гостима над Србијом у Београду, и што је још важније, преко потребне победе над Турском од 2 : 0 код куће. То је значило да је Мађарска успела да се пласира на рачун Русије у УЕФА Лигу нација А за сезону 2022/23.
У октобру 2020. године, Мађарска је учествовала у плеј-офу за квалификације за УЕФА Еуро 2020, где су се састали са Бугарском у својој првој утакмици плеј-офа серије. Упркос гостовању у Софији, Мађарска је блистала са победом од 3 : 1 и стигла до финала плеј-офа да би се суочила са Исландом месец дана касније, у утакмици без гледалаца. Тим се квалификовао за турнир победивши резултатом 2 : 1, уз поготке Лоика Нега и Доминика Собослаија у последњем минуту да одведу Мађарску у такмичење упркос ранијој грешци голмана Петера Гулачија.
Мађарска је 2021. (Турнир ЕП 2020. је игран 2021. због Ковида 19) извучена у „групу смрти“ турнира. У групи Ф су били Португалија, бранилац титуле првака Европе, Француска, светски шампион, и Немачка, светски шампион из 2014. године. Мађари су се борили веома добро и оставили добар утисак учинак. Прва утакмица у Групи Ф била је против Португалије 15. јуна у Пушкаш арени у Будимпешти. Тим је држао нерешено 0 : 0 до 84. минута, чак и постигао гол који је поништен јер је стрелац Шен био у офсајду. Мађари су изгубили фокус и меч је завршен победом Португалије резултатом 3 : 0.
Друга утакмица је одиграна 19. јуна против Француске. Фиола је довео Мађарску у вођство у другом минуту надокнаде првог полувремена. Гризман је касније изједначио и меч је завршио резултатом 1 : 1, фантастичан резултат када се прилике узму у обзир. Последња утакмица у групи одиграна је 23. јуна у Минхену, у Алијанц арени. И даље имајући шансу да се квалификују, Мађари су играли веома борбено. Два пута су повели, али је меч на крају завршио нерешеним резултатом 2 : 2. Мађарска је овиме испала из даљњег такмичења, а Немачка се спасла још једног раног изласка у групној фази после Светског првенства у фудбалу 2018. године.
Година 2022. је поново донела „групу смрти“ за Мађарску, пошто је током УЕФА Лиге нација 2022/23. тим морао да се суочи са три бивша светска шампиона у групи А3, Италијом, Немачком и Енглеском. Док се пре мечева сматрало да је тим кључним такмичарем за испадање, црвено-бело-зелени су брзо доказали своју вредност када су победили претходног освајача сребрне медаље репрезентацију Енглеске са 1 : 0 са поготком из пенала Доминика Собослаија у 60. минуту утакмице. После ове победе, очекивања су била захлађена поразом од Италије од 2 : 1 у Чезени, међутим, рани гол Жолта Нађа али и изједначујући гол Јонаса Хофмана резултирао је нерешеним резултатом 1 : 1 против Немачке, што је донело другу позицију у групи иза Италије. Мађарска је 14. јуна била гост Енглеској у Вулверхемптону, остваривши запањујућу победу од 0 : 4 против екипе Герета Саутгејта, чиме је преузела вођство у групи после пораза Италије од Немачке. У последња два дана меча, једина шанса Мађарске за испадање били су порази од Немачке и Италије, при чему је Енглеска победила у обе утакмице. Тим није ризиковао, међутим, пошто је Адам Салаи, дугогодишњи нападач који је најавио повлачење дан пре меча, постигао погодак за победу у утакмици против Немачке 1 : 0 у Лајпцигу. Мађарској је 26. септембра био потребан само нерешен резултат да би се квалификовала за финале УЕФА Лиге нација, али је изгубила од Италије са 2 : 0 у Пушкаш Арени.

## Рекорди и признања

### Највише утакмица у репрезентацији Мађарске
| #  | Име           | Утакмица | Голова | Прва утакмица         | Задња утакмица          |
| -- | ------------- | -------- | ------ | --------------------- | ----------------------- |
| 1  | Балаж Џуџак   | 109      | 21     | 2. јун 2007. пр.      | 20. новембар 2022. пр.  |
| 2  | Габор Кираљ   | 108      | 0      | 25. март 1998. пр.    | 15. новембар 2016 пр.   |
| 3  | Јожеф Божик   | 101      | 11     | 17. август 1947. пр.  | 18. април 1962. пр.     |
| 4  | Золтан Гера   | 97       | 26     | 13. фебруар 2002. пр. | 25. март 2017. пр.      |
| 5  | Роланд Јухас  | 95       | 6      | 25. април 2004. пр.   | 15. новембар 2016. пр.  |
| 6  | Ласло Фазекаш | 92       | 20     | 4. мај 1968. пр.      | 27. март 1983. пр.      |
| 7  | Адам Салаи    | 86       | 26     | 11. фебруар 2009. пр. | 26. септембар 2022. пр. |
| 7  | Ђула Грошич   | 86       | 0      | 20. август 1947. пр.  | 14. октобар 1962. пр.   |
| 9  | Ференц Пушкаш | 85       | 84     | 20. август 1945. пр.  | 14. октобар 1956. пр.   |
| 10 | Имре Гараба   | 82       | 3      | 30. април 1980. пр.   | 1. мај 1991. пр.        |

### Постигли највише голова у репрезентацији
| #  | Име              | Каријера     | Голова | Утакмица | Гол по утакмици | Први гол                | Задњи гол               |
| -- | ---------------- | ------------ | ------ | -------- | --------------- | ----------------------- | ----------------------- |
| 1  | Ференц Пушкаш    | 1945 — 1956. | 84     | 85       | 0.99            | 20. август 1945. пр.    | 14. октобар 1956. пр.   |
| 2  | Шандор Кочиш     | 1948 — 1956  | 75     | 68       | 1.1             | 6. јун 1948. пр.        | 14. октобар 1956. пр.   |
| 3  | Имре Шлосер      | 1906 — 1927  | 59     | 68       | 0.87            | 7. октобар 1906. пр.    | 16. април 1927. пр.     |
| 4  | Лајош Тихи       | 1955 — 1971  | 51     | 72       | 0.71            | 8. мај 1955. пр.        | 1. септембар 1971. пр.  |
| 5  | Ђерђ Шароши      | 1931 — 1943  | 42     | 62       | 0.68            | 21. мај 1931. пр.       | 7. новембар 1943. пр.   |
| 6  | Нандор Хидегкути | 1945 — 1958  | 39     | 69       | 0.57            | 30. септембар 1945. пр. | 15. јун 1958. пр.       |
| 7  | Ференц Бене      | 1962 — 1979  | 36     | 76       | 0.47            | 14. октобар 1962. пр.   | 12. септембар 1979. пр. |
| 8  | Ђула Женгелер    | 1936 — 1947  | 32     | 39       | 0.82            | 2. децембар 1936. пр.   | 20. август 1947. пр.    |
| 8  | Тибор Њилаши     | 1975 — 1985  | 32     | 70       | 0.46            | 10. август 1975. пр.    | 16. октобар 1985. пр.   |
| 10 | Флоријан Алберт  | 1959 — 1974  | 31     | 74       | 0.42            | 28. јун 1959. пр.       | 29. мај 1974. пр.       |

### Значајни играчи
Голмани
- Ђула Грошич
- Габор Кираљ
- Петер Гулачи

Одбрана
- Ђула Лорант
- Калман Месељ
- Антал Нађ

Средина терена
- Имре Шлосер
- Јожеф Божик
- Тибор Њилаши
- Лајош Детари
- Нандор Хидегкути
- Золтан Гера

Нападачи
- Ђерђ Шароши
- Ђула Женгелер
- Ференц Суса
- Ференц Пушкаш
- Шандор Кочиш
- Лајош Тихи
- Флоријан Алберт
- Золтан Варга
- Балаж Џуџак
- Адам Салаи

## Учешћа на такмичењима

### Светска првенства
| Година         | Рунда                 | Освојено место        | УУ                    | П                     | Н                     | И                     | ГД                    | ГП                    |
| -------------- | --------------------- | --------------------- | --------------------- | --------------------- | --------------------- | --------------------- | --------------------- | --------------------- |
| 1930.          | Није учествовала      | Није учествовала      | Није учествовала      | Није учествовала      | Није учествовала      | Није учествовала      | Није учествовала      | Није учествовала      |
| 1934           | Четвртфинале          | 6                     | 2                     | 1                     | 0                     | 1                     | 5                     | 4                     |
| 1938           | Финале                | 2                     | 4                     | 3                     | 0                     | 1                     | 15                    | 5                     |
| 1950.          | Није учествовала      | Није учествовала      | Није учествовала      | Није учествовала      | Није учествовала      | Није учествовала      | Није учествовала      | Није учествовала      |
| 1954.          | Финале                | 2                     | 5                     | 4                     | 0                     | 1                     | 27                    | 10                    |
| 1958.          | Прва рунда            | 10                    | 4                     | 1                     | 1                     | 2                     | 7                     | 5                     |
| 1962.          | Четвртфинале          | 5                     | 4                     | 2                     | 1                     | 1                     | 8                     | 3                     |
| 1966.          | Четвртфинале          | 6                     | 4                     | 2                     | 0                     | 2                     | 8                     | 7                     |
| 1970.          | Није се квалификовала | Није се квалификовала | Није се квалификовала | Није се квалификовала | Није се квалификовала | Није се квалификовала | Није се квалификовала | Није се квалификовала |
| 1974.          | Није се квалификовала | Није се квалификовала | Није се квалификовала | Није се квалификовала | Није се квалификовала | Није се квалификовала | Није се квалификовала | Није се квалификовала |
| 1978.          | Прва рунда            | 15                    | 3                     | 0                     | 0                     | 3                     | 3                     | 8                     |
| 1982.          | Прва рунда            | 14                    | 3                     | 1                     | 1                     | 1                     | 12                    | 6                     |
| 1986.          | Прва рунда            | 18                    | 3                     | 1                     | 0                     | 2                     | 2                     | 9                     |
| 1990. до 2022. | Није се квалификовала | Није се квалификовала | Није се квалификовала | Није се квалификовала | Није се квалификовала | Није се квалификовала | Није се квалификовала | Није се квалификовала |
| Укупно         | 9/22                  | 2 Финала              | 32                    | 15                    | 3                     | 14                    | 87                    | 57                    |

*УУ - укупно утакмица; П - број победа; Н - број нерешених утакмица; И - број изгубљених утакмица; ГД - број постигнутих голова; ГП - број примљених голова.

### Европска првенства
| Година         | Коло                  | Пласман               | ИГ                    | П                     | Н                     | ИЗ                    | ГД                    | ГП                    |
| -------------- | --------------------- | --------------------- | --------------------- | --------------------- | --------------------- | --------------------- | --------------------- | --------------------- |
| 1960.          | Није се квалификовала | Није се квалификовала | Није се квалификовала | Није се квалификовала | Није се квалификовала | Није се квалификовала | Није се квалификовала | Није се квалификовала |
| 1964.          | Полуфинале            | 3                     | 2                     | 1                     | 0                     | 1                     | 4                     | 3                     |
| 1968.          | Није се квалификовала | Није се квалификовала | Није се квалификовала | Није се квалификовала | Није се квалификовала | Није се квалификовала | Није се квалификовала | Није се квалификовала |
| 1972.          | Полуфинале            | 4                     | 2                     | 0                     | 0                     | 2                     | 1                     | 3                     |
| 1976. до 2012. | Није се квалификовала | Није се квалификовала | Није се квалификовала | Није се квалификовала | Није се квалификовала | Није се квалификовала | Није се квалификовала | Није се квалификовала |
| 2016.          | Осмина финала         | 13                    | 4                     | 1                     | 2                     | 1                     | 6                     | 8                     |
| 2020.          | Групна фаза           | 20                    | 3                     | 0                     | 2                     | 1                     | 3                     | 6                     |
| 2024.          | Групна фаза           | 18                    | 3                     | 1                     | 0                     | 2                     | 2                     | 5                     |
| Укупно         | 5/17                  | 0 титуле              | 14                    | 3                     | 4                     | 7                     | 16                    | 25                    |

### Лига нација
| Рекорди у УЕФА Лиги нација | Рекорди у УЕФА Лиги нација | Рекорди у УЕФА Лиги нација | Рекорди у УЕФА Лиги нација | Рекорди у УЕФА Лиги нација | Рекорди у УЕФА Лиги нација | Рекорди у УЕФА Лиги нација | Рекорди у УЕФА Лиги нација | Рекорди у УЕФА Лиги нација | Рекорди у УЕФА Лиги нација | Рекорди у УЕФА Лиги нација |
| Сезона                     | Лига                       | Група                      | ИГ                         | П                          | Н                          | И                          | ГД                         | ГП                         | П/И                        | Поз.                       |
| -------------------------- | -------------------------- | -------------------------- | -------------------------- | -------------------------- | -------------------------- | -------------------------- | -------------------------- | -------------------------- | -------------------------- | -------------------------- |
| 2018/19.                   | Ц                          | 2                          | 6                          | 3                          | 1                          | 2                          | 9                          | 6                          | Раст                       | 31.                        |
| 2020/21.                   | Б                          | 3                          | 6                          | 3                          | 2                          | 1                          | 7                          | 4                          | Раст                       | 20.                        |
| 2022/23.                   | А                          | 3                          | 6                          | 3                          | 1                          | 2                          | 8                          | 5                          | Same position              | 8.                         |
| Укупно                     | Укупно                     | Укупно                     | 18                         | 9                          | 4                          | 5                          | 24                         | 15                         |                            |                            |

### Летње олимпијске игре
Прва три олимпијска фудбалска турнира била су само незванични турнири, са неколико нација које је представљао клупски тим. Почев од 1908. Олимпијски фудбалски турнир је постао званичан догађај, уз представљање званичних фудбалских репрезентација.
После Олимпијских игара 1988, фудбалски догађај је промењен у турнир са учешћем само за репрезентације до 23 године.
  Златна медаља     Сребрна медаља     Бронзана медаља  
| Резултати са Олимпијада | Резултати са Олимпијада | Резултати са Олимпијада   | Резултати са Олимпијада   | Резултати са Олимпијада   | Резултати са Олимпијада   | Резултати са Олимпијада   | Резултати са Олимпијада   | Резултати са Олимпијада   | Резултати са Олимпијада   |
| Година                  | Домаћин                 | Резултат                  | Позиција                  | Ута                       | П                         | Н                         | И                         | ГД                        | ГП                        |
| ----------------------- | ----------------------- | ------------------------- | ------------------------- | ------------------------- | ------------------------- | ------------------------- | ------------------------- | ------------------------- | ------------------------- |
| 1896                    | Атина                   | Није било фудбала         | Није било фудбала         | Није било фудбала         | Није било фудбала         | Није било фудбала         | Није било фудбала         | Није било фудбала         | Није било фудбала         |
| 1900                    | Париз                   | Нису позвани              | Нису позвани              | Нису позвани              | Нису позвани              | Нису позвани              | Нису позвани              | Нису позвани              | Нису позвани              |
| 1904                    | Сент Луис               | Нису позвани              | Нису позвани              | Нису позвани              | Нису позвани              | Нису позвани              | Нису позвани              | Нису позвани              | Нису позвани              |
| 1908                    | Лондон                  | Одустали                  | Одустали                  | Одустали                  | Одустали                  | Одустали                  | Одустали                  | Одустали                  | Одустали                  |
| 1912                    | Стокхолм                | 2. коло                   | 10.                       | 1                         | 0                         | 0                         | 1                         | 0                         | 7                         |
| 1920                    | Антверпен               | Нису учествовали          | Нису учествовали          | Нису учествовали          | Нису учествовали          | Нису учествовали          | Нису учествовали          | Нису учествовали          | Нису учествовали          |
| 1924                    | Париз                   | 2. коло                   | 9.                        | 2                         | 1                         | 0                         | 1                         | 5                         | 3                         |
| 1928                    | Амстердам               | Нису учествовали          | Нису учествовали          | Нису учествовали          | Нису учествовали          | Нису учествовали          | Нису учествовали          | Нису учествовали          | Нису учествовали          |
| 1932                    | Лос Анђелес             | Није било фудбала         | Није било фудбала         | Није било фудбала         | Није било фудбала         | Није било фудбала         | Није било фудбала         | Није било фудбала         | Није било фудбала         |
| 1936                    | Берлин                  | 1. коло                   | 13.                       | 1                         | 0                         | 0                         | 1                         | 0                         | 3                         |
| 1948                    | Лондон                  | Нису учествовали          | Нису учествовали          | Нису учествовали          | Нису учествовали          | Нису учествовали          | Нису учествовали          | Нису учествовали          | Нису учествовали          |
| 1952                    | Хелсинки                | Златна медаља             | 1.                        | 6                         | 6                         | 0                         | 0                         | 20                        | 2                         |
| 1956                    | Мелбурн                 | Нису учествовали          | Нису учествовали          | Нису учествовали          | Нису учествовали          | Нису учествовали          | Нису учествовали          | Нису учествовали          | Нису учествовали          |
| 1960                    | Рим                     | Бронзана медаља           | 3.                        | 5                         | 4                         | 0                         | 1                         | 17                        | 9                         |
| 1964                    | Токио                   | Златна медаља             | 1.                        | 5                         | 5                         | 0                         | 0                         | 22                        | 6                         |
| 1968                    | Мексико Сити            | Златна медаља             | 1.                        | 5                         | 5                         | 1                         | 0                         | 18                        | 3                         |
| 1972                    | Минхен                  | Сребрна медаља            | 2.                        | 7                         | 5                         | 1                         | 1                         | 21                        | 5                         |
| 1976                    | Монтреал                | Нису се квалификовали     | Нису се квалификовали     | Нису се квалификовали     | Нису се квалификовали     | Нису се квалификовали     | Нису се квалификовали     | Нису се квалификовали     | Нису се квалификовали     |
| 1980                    | Москва                  | Нису се квалификовали     | Нису се квалификовали     | Нису се квалификовали     | Нису се квалификовали     | Нису се квалификовали     | Нису се квалификовали     | Нису се квалификовали     | Нису се квалификовали     |
| 1984                    | Лос Анђелес             | Бојкот                    | Бојкот                    | Бојкот                    | Бојкот                    | Бојкот                    | Бојкот                    | Бојкот                    | Бојкот                    |
| 1988                    | Сеул                    | Нису се квалификовали     | Нису се квалификовали     | Нису се квалификовали     | Нису се квалификовали     | Нису се квалификовали     | Нису се квалификовали     | Нису се квалификовали     | Нису се квалификовали     |
| Од 1992                 | Од 1992                 | Играју У21 репрезентације | Играју У21 репрезентације | Играју У21 репрезентације | Играју У21 репрезентације | Играју У21 репрезентације | Играју У21 репрезентације | Играју У21 репрезентације | Играју У21 репрезентације |
| Укупно                  | Укупно                  | Златна медаља             | 8/19                      | 32                        | 26                        | 2                         | 5                         | 103                       | 38                        |

### Четворогодишњи низ без пораза
Мађарска, са својом главном нарацијом да је била непоражена 1950-их, такође је срушила једно од безвременских мерила у фудбалу и прва је засенила рекорд шкотске фудбалске репрезентације из 1888. године у којој је она била непоражена у 22 узастопна меча. Поправили су стари рекорд за девет додатних утакмица на 31 (или 32) рачунајући меч против Источне Немачке, (то се не сматра званичном репрезентацијом тог тима). Мађарска има трећу најдужу узастопну серију мечева без пораза са 31 међународном утакмицом између 14. маја 1950. и 4. јула 1954. године, када су изгубили финале Светског првенства од Западне Немачке.
Италија има најдужи низ од 37 мечева без пораза.
* = није званична утакмица
| Противник       | Врста                   | Датум               | Резултат       |
| --------------- | ----------------------- | ------------------- | -------------- |
| Пољска          | Пријатељска утакмица    | 4. јун 1950.        | 5 : 2          |
| Албанија        | Пријатељска утакмица    | 24. септембар 1950. | 12 : 0         |
| Аустрија        | Пријатељска утакмица    | 29. октобар 1950.   | 4 : 3          |
| Бугарска        | Пријатељска утакмица    | 12. новембар 1950.  | 1 : 1          |
| Пољска          | Пријатељска утакмица    | 27. мај 1951.       | 6 : 0          |
| Чехословачка    | Пријатељска утакмица    | 14. октобар 1951.   | 2 : 1          |
| Финска          | Пријатељска утакмица    | 18. новембар 1951.  | 8 : 0          |
| Источна Немачка | Пријатељска утакмица    | 18. мај 1952.       | 5 : 0*         |
| Пољска          | Пријатељска утакмица    | 15. јун 1952.       | 5 : 1          |
| Финска          | Пријатељска утакмица    | 22. јун 1952.       | 6 : 1          |
| Румунија        | Олимпијада 1952.        | 15. јул 1952.       | 2 : 1          |
| Италија         | Олимпијада 1952.        | 21. јул 1952.       | 3 : 0          |
| Турска          | Олимпијада 1952.        | 24. јул 1952.       | 7 : 1          |
| Шведска         | Олимпијада 1952.        | 28. јул 1952.       | 6 : 0          |
| Југославија     | Олимпијада 1952.        | 2. август 1952.     | 2 : 0          |
| Швајцарска      | Централноевропски куп   | 20. септембар 1952. | 4 : 2          |
| Чехословачка    | Пријатељска утакмица    | 19. октобар 1952.   | 5 : 0          |
| Аустрија        | Пријатељска утакмица    | 26. април 1953.     | 1 : 1          |
| Италија         | Централноевропски куп   | 17. мај 1953.       | 3 : 0          |
| Шведска         | Пријатељска утакмица    | 5. јул 1953.        | 4 : 2          |
| Бугарска        | Пријатељска утакмица    | 4. октобар 1953.    | 1 : 1          |
| Чехословачка    | Пријатељска утакмица    | 4. октобар 1953.    | 5 : 1          |
| Аустрија        | Пријатељска утакмица    | 11. октобар 1953.   | 3 : 2          |
| Шведска         | Пријатељска утакмица    | 15. новембар 1953.  | 2 : 2          |
| Енглеска        | Пријатељска утакмица    | 25. новембар 1953.  | 6 : 3          |
| Египат          | Пријатељска утакмица    | 12. фебруар 1954.   | 3 : 0          |
| Аустрија        | Пријатељска утакмица    | 11. април 1954.     | 1 : 0          |
| Енглеска        | Пријатељска утакмица    | 23. мај 1954.       | 7 : 1          |
| Јужна Кореја    | Светско првенство 1954. | 17. јун 1954.       | 9 : 0          |
| Западна Немачка | Светско првенство 1954. | 20. јун 1954.       | 8 : 3          |
| Бразил          | Светско првенство 1954. | 27. јун 1954.       | 4 : 2          |
| Уругвај         | Светско првенство 1954. | 30. јун 1954.       | 4 : 2 (с.н.в.) |

## Опрема репрезентације кроз историју
Званична опрема мађарске репрезентације је црвени дрес,  беле панталоне и зелени спортски шортс. Ова комбинација боја потиче од мађарске националне заставе. На домаћим утакмицама репрезентација у таквој опреми излази на терен. Црни шорцеви су се такође појавиле 20-их и 30-их година двадесетог века. Већ годинама, гостујућа мајица је била чисто бела и понекад комбинована са црвеним шорцем. У квалификацијама за Светско првенство 2010. тим је изашао на терен у црвеним дресовима, и црвеним шорцем и зеленим спортским чарапама. Голмански дрес је најчешће чисто црне боје (од Ђуле Грошића који је први бранио у чисто црном), ако то захтева противничка униформа, мађарски голман брани у жутом или сивом дресу. Дресове репрезентације деценијама производи и испоручује немачки Адидас. Од 1901. до 1949. носили су класичне дресове са врпцом и са оковратником, након чега су у моду ушли и дресови са V-изрезом. Затим, након што су га опслуживали званични произвођачи спортске опреме, тим је носио дресове направљене по сезонској моди.
| Домаћин | Гост | Резервно 1 | Резервно 2 | Резервно 3 | Резервно 4 | Голман | Голман 2 | Голман 3 |  |

Грб који се појављује на дресу променио се доста пута у више од једног века. Налазио се са леве стране изнад срца (1901 — 1949. и 1990 — до данас) или у средини (1949 — 1989). Први амблем је био „Кошутов грб” и грб без круне, на коме се налази Арпадова црвено бела трака и двоструки крст. Ово је пратило тим од његовог оснивања до 1930-их. Од 1930-их до 1949. године коришћен је грб „Света круна”, који се и данас користи, а у другој половини 40-их година на дресу репрезентације појављује се и ”савезни грб који је коришћен у време оснивања нове комунистичке државе. Између 1949-1956, „Грб Ракоши“ је постављен у средини грудног дела дреса, а после 1956. године замењен је „Грбом Кадара“. Након Промене система, грб Свете круне вратио се на репрезентативни дрес.
| Домаћин · 1902 — 1912 | Гост · 1902 — 1912 | Домаћин · 1912 — 1930 | Гост · 1912 — 1930 | Домаћин · 1930 — 1945 | Гост · 1930 — 1945 | Домаћин · 1945 — 1949 | Гост · 1945 — 1949 | Домаћин · 1949 — 1956 | Гост · 1949 — 1956 |  |

| Домаћин · СП 1978. | Гост · СП 1978. | Домаћин · СП 1982. | Гост · СП 1982. | Домаћин · СП 1986. | Гост · СП 1986. | Домаћин · 1998 — 2001 | Гост · 1998 — 2001 | Домаћин · 2001 — 2003 | Гост · 2001 — 2003 |  |

| Домаћин · 2003 — 2005 | Гост · 2003 — 2005 | Домаћин · 2005 — 2006 | Гост · 2005 — 2006 | Домаћин · 2006 — 2007 | Гост · 2006 — 2007 | Домаћин · 2007 — 2008 | Гост · 2007 — 2008 | Домаћин · 2008 — 2009 | Гост · 2008 — 2009 |  |

| Домаћин · 2010 — 2012 | Гост · 2010 — 2012 | Домаћин · 2012 — 2014 | Гост · 2012 — 2014 | Домаћин · 2016 — 2018 | Гост · 2016 — 2018 | Домаћин · 2018 — 2020 | Гост · 2018 — 2020 | Домаћин · 2020 — 2022 | Гост · 2020 — 2022 |

| Домаћин · 2022 — 2024 | Гост · 2022 — 2024 |